# Kwon So-hyun
Kwon So-hyun (hangul: 권소현), även känd under artistnamnet Sohyun (hangul: 소현), född 30 augusti 1994 i Seoul, är en sydkoreansk sångerska och skådespelare.
Hon var tidigare medlem i den sydkoreanska tjejgruppen 4Minute från det att gruppen debuterade 2009 till att den upplöstes 2016.

## Diskografi

### Album
| Datum       | Albumtitel      | Topplacering          |
| Datum       | Albumtitel      | Sydkorea (Gaon Chart) |
| ----------- | --------------- | --------------------- |
| 28 aug 2009 | For Muzik       | 2                     |
| 19 maj 2010 | Hit Your Heart  | 3                     |
| 5 apr 2011  | 4minutes Left   | 2                     |
| 9 apr 2012  | Volume Up       | 1                     |
| 26 apr 2013 | Name Is 4Minute | 2                     |
| 17 mar 2014 | 4Minute World   | 2                     |
| 9 feb 2015  | Crazy           | 2                     |
| 1 feb 2016  | Act. 7          | 2                     |

## Filmografi

### Film
| År   | Titel         | Roll      |
| ---- | ------------- | --------- |
| 2005 | Love in Magic | cameoroll |
| 2014 | Hwanggu       | Misoo     |

### TV-drama
| År   | Titel                      | Kanal | Roll                |
| ---- | -------------------------- | ----- | ------------------- |
| 2003 | Dae Jang Geum              | MBC   | cameoroll           |
| 2004 | Jang Gil San               | SBS   | cameoroll           |
| 2004 | Lovers in Paris            | SBS   | cameoroll           |
| 2005 | Sweet Buns                 | MBC   | student (cameoroll) |
| 2009 | High Kick Through The Roof | MBC   | cameoroll           |